# 더 레드스킨스
더 레드스킨스(영어: The Redskins)는 1980년대 잉글랜드에서 활동한 밴드로, 극좌익 사상과 스킨헤드 이미지, 그리고 쉽고도 춤추기 좋은 노래들을 만든 것으로 잘 알려져 있다. 밴드의 음악은 솔, 로커빌리, 팝, 펑크 록에서 영향을 받았다.

## 역사
더 레드스킨스는 1982년 잉글랜드의 요크에서 전에 활동하던 밴드 노 스와스티카스의 해체로 크리스 딘, 마틴 휴스와 닉 킹이 결성하였다. 크리스 딘은 X. 무어(X. Moore)라는 가명으로 NME에서 글을 썼으며, 딘과 휴스는 사회주의노동자당의 당원이었다. 밴드의 멤버들은 스킨헤드 스타일과 함께 레드스킨(스킨헤드와 빨강)의 합성어 문화에 영감을 주었다.
밴드의 첫 싱글인 〈Lev Bronstein〉은 1982년 CNT 레코드를 통해 발매되었다. 이후 런던 레코드와 계약하기 전 CNT에서 〈Lean On Me〉라는 싱글을 냈는데, 이후 NME의 올해의 트랙 목록 6위에 이름을 올렸다.

## 구성원
- 크리스 딘 (보컬, 기타)
- 마틴 휴스 (베이스, 보컬)
- 닉 킹 (드럼, 1982-1985)
- 폴 후컴 (드럼, 1985-1986)
- 로이드 드와이어 (색소폰, 1982-1985)
- 스티브 니콜 (트럼펫, 1982-1985)
- 케빈 로빈슨 (트럼펫, 1986)
- 트레버 에드워즈 (트롬본, 1986)
- 레이 칼리스 (테너 색스, 1986)

## 디스코그래피

### 정규 음반
- Neither Washington Nor Moscow, 1986 (Decca FLP1) – (영국 음반 차트 31위)
- Neither Washington Nor Moscow (CD), 1997, (London Records 828864) [보너스 트랙 2곡 포함]
- Live, 1995 (Dojo)
- Epilogue, 2010 (Insurgence)

### 싱글 및 EP
- "Lev Bronstein" / "Peasant Army", 1982 (7", CNT productions CNT007)
- "Lean on Me" / "Unionize", 1983 (7", CNT productions CNT016) – (영국 인디 차트 3위)
- "Lean on Me" (Northern Mix) / Unionize (Break Mix), 1983 (12" CNTX16)
- "Keep on Keepin' On!" / "Reds Strike The Blues", 1984 (7", Decca F1) – (영국 싱글 차트 43위)
- "Keep on Keepin' On!" / "16 Tons" / "Red Strikes the Blues", 1984 (12" Decca FX1)
- "Bring It Down (This Insane Thing)", 1985 (2x7", Decca FDP2) – (영국 싱글 차트 33위)
- "Bring It Down (This Insane Thing)" / "You Want It? They've Got It!", 1985 (12" Decca FX2)
- "Kick Over The Statues" / "Young & Proud (Anthem of Mistake)", 1985 (7" Abstract AD6)
- "The Power Is Yours" / "Ninety Nine and a Half (Won't Do)", 1986 (7" Decca F3) – (영국 싱글 차트 59위)
- "The Power Is Yours" / "Ninety Nine and a Half (Won't Do)" / "Take No Heroes!" [faster than LP version], 1986 (12" Decca FX3)
- "It Can Be Done" / "K.O!K.O!", 1986 (7" Decca F4) – 76위
- "It Can Be Done" / "Let's Make it Work" / "K.O!K.O!" / "A Plateful of Hateful", 1986 (12" Decca FX4)
- "The Power Is Yours" (propaganda EP), 1986 (10", Decca FXT3)
- "It Can Be Done" / "Let's Make It Work" / "K.O!K.O!" / "A Plateful of Hateful", 1986 (10" Decca FXT4, Russian Import)
- "Peel sessions", 1987 (12", Strange Fruit SFPS 030) – (영국 인디 차트 23위)